# Ford GT
Ford GT — среднемоторный спортивный автомобиль, выпускавшийся Ford Motor Company с 2004 по 2006 год. Изначально автомобиль разрабатывался как концепт-кар к столетию компании Ford, также он должен был напомнить об именах автомобилей из которых «росли его корни», таких как Mustang и Thunderbird. Камило Пардо (англ. Camilo Pardo), начальник студии Ford «Living Legends» (в переводе на рус. «Живые легенды»), был назначен на должность главного дизайнера GT и работал под руководством Джей Мэйса (англ. J Mays). Дизайнер взял за основу дизайн классического гоночного автомобиля Ford GT40 1960 годов, поэтому автомобиль иногда путали с его предшественником.
Позитивные отзывы в автосалонах побудили компанию в 2002 году выпустить автомобили в ограниченном количестве, первая выпущенная версия появилась в 2005 году. Это был двухместный очень мощный автомобиль, очень похожий на своего спортивного «родителя». 5,4-литровый двигатель с наддувом был расположен в средней части, сзади автомобиля, выдавал 550 л. с. (410 кВт) и крутящий момент 680 Н·м, максимальная развиваемая скорость 330 км/ч (ограничена электроникой).

## Первое поколение

### Разработка
В 1995 году в автосалоне Детройта, был показан концепт Ford GT90. Позже, в 2002 году, компанией Ford был показан концепт обновлённого GT40.
GT очень похож на оригинальный Ford GT40, но немного больше, шире и на три дюйма (76 мм) выше оригинального 40-дюймового автомобиля — по этой причине потенциальным названием для автомобиля было GT43. Три прототипа автомобиля были показаны в 2003 году как часть празднования столетия компании. Производство Ford GT было начато осенью 2004 года.
Британская компания, «Safir Engineering», которая приобрела торговую марку и возобновляла выпуск GT40 в 1980-х годов, прекратив выпуск продала ненужные права и мощности небольшой компании из Огайо называвшейся «Safir GT40 Spares». Safir GT40 Spares лицензировало использование торговой марки, в результате Ford к началу выставки в 2002 году не мог присвоить новому Ford GT название GT40. Были слухи что Safir GT40 Spares попросил $40 миллионов за права, но они ни разу не подтвердились. Представители Safir GT40 Spares заявили что Ford отклонил предложение о сделке в $8 миллионов. Первые машины 1960-х называли просто «Ford GT». Название «GT40» было названием проекта Ford по подготовке машин к международным длительным соревнованиям с целью выиграть «24 Часа Ле-Мана». Первые 12 прототипов носили последовательные номера с GT-101 по GT-112. С начала производства все более поздние модели 1, 2, 3, 5 поколений нумеровались с GT40-P-1000 до GT40-P-1145 и официально назывались «GT40». В результате этой истории новый Ford GT потерял свою нумерацию и серийные номера.

### Производство и продажи
Первые покупатели получили автомобиль в августе 2004. Начал собираться и был раскрашен Ford GT компанией Saleen в их отделении Saleen Special Vehicles в городе Трой (штат Мичиган). На GT устанавливался Ford’овский двигатель с фабрики «Romeo Engine» в городе Ромео (штат Мичиган). Занимались установкой двигателя, механической КПП и интерьера в отделе SVT Ford’а на заводе в Уиксоме.
Из 4500 изначально запланированных около 100 было экспортировано в Европу начиная с конца 2005 года. 200 автомобилей предназначалось для продажи в Канаде. Когда в 2006 году производство было закончено, план в 4500 автомобилей не был выполнен. Приблизительно 550 было сделано в 2004 году, около 1900 в 2005, и чуть больше 1600 в 2006, в сумме 4038; помимо этого последние 11 машин были разобраны компанией «Mayflower Vehicle Systems» и проданы на запчасти.
Как и у большинства желаемых автомобилей, когда Ford GT только вышел, спрос на него превышал предложение, и в результате автомобили сначала продавались по премиум ценам. Первая продажа частному лицу нового фордовского спорткара состоялась 4 августа 2004 года, когда руководящий служащий из Microsoft Джон Шёрлей (англ. Jon Shirley) забрал свой тёмно-синий Ford GT 2005. Шёрлей заплатил за право получить первый Ford GT на аукционе "Pebble Beach Concours d'Elegance", отдав свыше $557 000. Джей Лено (англ. Jay Leno), ведущий программы The Tonight Show with Jay Leno, получил красный GT неделей позже.
Производство последней 4038-й GT завершило производство модели 21 сентября 2006 года, ранее изначально запланированных 4500. Фабрика в Уиксоме завершила производство 31 мая 2007 года. Продажи GT продолжались до 2007 года (включительно) со складов.
| Год   | Продажи в США | Продажи в США | Продажи в США | Продажи в США | Продажи в США | Продажи в США | Продажи в США | Продажи в США | Продажи в США | Продажи в США | Продажи в США | Продажи в США | Продажи в США | Производство |
| Год   | Янв           | Фев           | Мар           | Апр           | Май           | Июн           | Июл           | Авг           | Сен           | Окт           | Ноя           | Дек           | Всего         | Производство |
| ----- | ------------- | ------------- | ------------- | ------------- | ------------- | ------------- | ------------- | ------------- | ------------- | ------------- | ------------- | ------------- | ------------- | ------------ |
| 2004  |               |               |               |               |               |               |               |               |               | 22            | 63            | 59            | 144           | 547          |
| 2005  | 7             | 4             | 44            | 70            | 117           | 150           | 91            | 113           | 176           | 165           | 157           | 208           | 1302          | 1890         |
| 2006  | 157           | 194           | 204           | 157           | 178           | 185           | 147           | 143           | 133           | 102           | 261           | 58            | 1919          | 1601         |
| 2007  | 62            | 169           | -             |               |               |               |               |               |               |               |               |               | 231           | 0            |
| Итого | Итого         | Итого         | Итого         | Итого         | Итого         | Итого         | Итого         | Итого         | Итого         | Итого         | Итого         | Итого         | 3596          | 4038         |

#### Ford GTX1

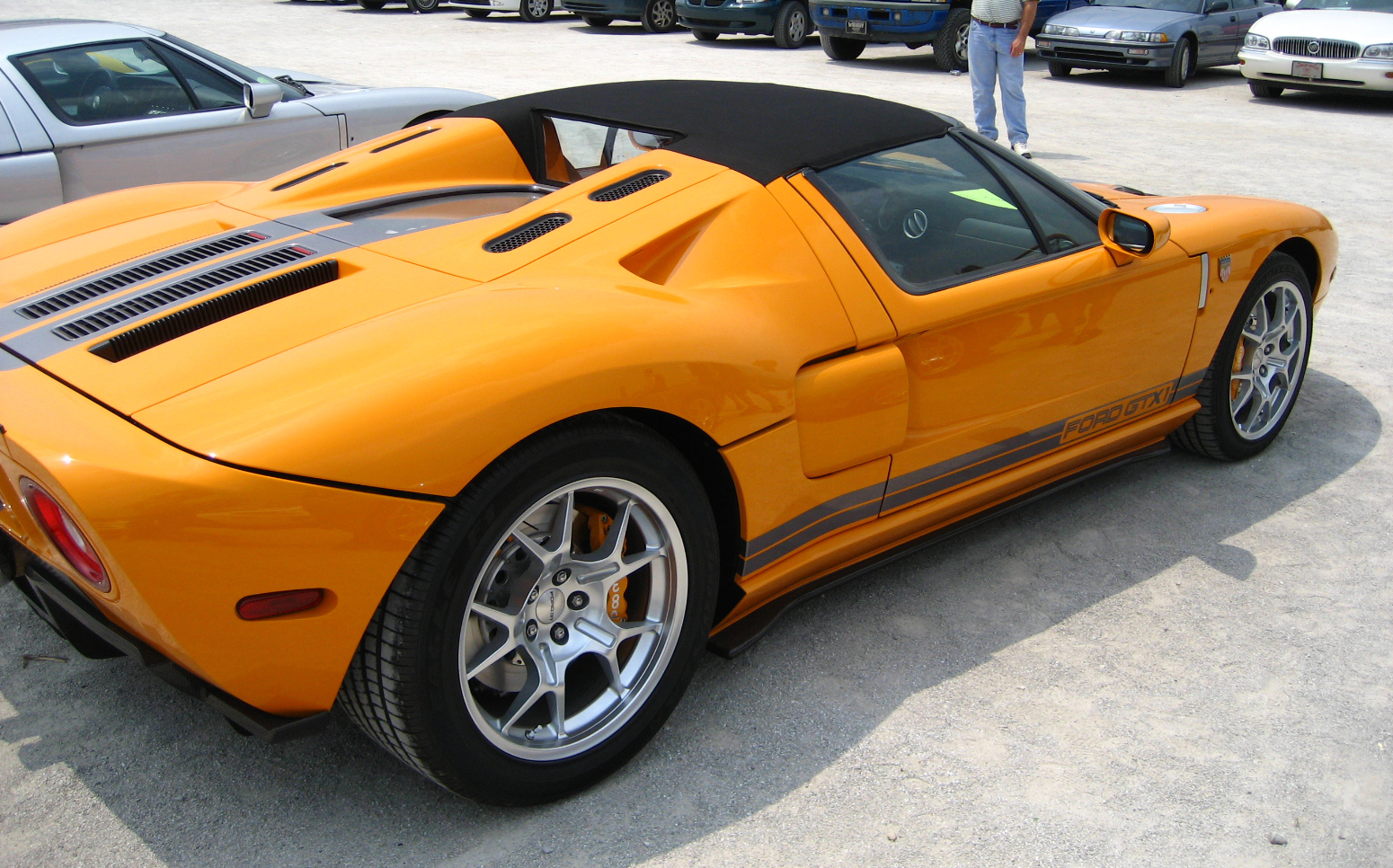
GTX1 Прототип #001

В ноябре 2005 года Ford GTX1 (родстер версия Ford GT) была показана в Лас-Вегасе. Тюнинг стоимостью 48 тысяч долларов осуществлён «Genaddi Design Group» и одобрен Ford. Он включает улучшения подвески, тормозов и увеличение мощности до 700 л. с. (520 кВт).

## Второе поколение
На Североамериканском международном автошоу 2015 года, а также в компьютерной игре Forza Motorsport 6 был представлен новый, разработанный с чистого листа Ford GT, производство которого было запланировано на 2016 год. Машина знаменовала 50-летие с победы GT-40 в 1966 году в гонке 24 часа ЛеМана, а также успешно выступила в 2016 году в гонке 24 часа ЛеМана в классе LMGTE Pro, что усилило эффект от празднования юбилея модели.
Машина оснащалась двигателем Ford EcoBoost V6 с двойным турбонаддувом объёмом 3,5 литра (3496 кубических см), развивающим мощность 647 л. с. (482 кВт) и 746 Н·м крутящего момента. Многие компоненты двигателя позаимствованы у модели F-150, включая головку блока цилиндров, сам блок цилиндров и систему подачи топлива с двумя топливными насосами. Заметно различаются турбины большего размера, полностью алюминиевый впуск, специально разработанная система смазки с сухим картером, уникальные распредвалы и более прочные вращающиеся компоненты системы газораспределения.
Согласно заявлениям компании Ford «GT демонстрирует одно из лучших соотношений массы к мощности среди машин для дорог общего пользования» благодаря его легкой конструкции из углеродного волокна. Структура GT состоит из углеволоконного монокока, соединённого с алюминиевыми подрамнимками спереди и сзади поверх которых смонтированы углеволоконные панели кузова. Также в машине применены: подвеска на основе гоночной системы с толкающими штангами, активная аэродинамика и двери с двумя степенями свободы (механизм «мотылёк»). Лобовое стекло автомобиля сделано из материала Gorilla Glass компании Corning (материал широко применяется при производстве смартфонов). Материал Gorilla Glass применён с целью снижения веса за счёт более тонкого лобового стекла при сохранении той же прочности, что и обычное стекло. GT оснащён системой смазки с сухим картером и четырёхсекционным масляным насосом, объём системы смазки составляет 14,5 литров.
Производство началось в декабре 2016 года с запланированным объёмом производства один автомобиль в день на полностью новом, мелкосерийном сборочном заводе Ford Multimatic в провинции Онтарио (Канада) с расчётным сроком выпуска до 2020 года. Машины 2017 и 2018 года зарезервированы для избранных покупателей, машины 2019 года предназначаются для покупателей, прошедших предварительный отбор, а машины 2020 года может приобрести любой желающий.
Версия для трек-дней Ford GT Mk II была выпущена 4 июля 2019 года и показана на Фестивале скорости в Гудвуде. Эта машина легче серийной на 90 килограммов, она не предназначена для дорог общего пользования. Всего будет выпущено 45 таких автомобилей, цена каждого экземпляра составит не менее 1,2 миллиона долларов, что делает её самым дорогим «Фордом» в истории.

## Гонки
Ford GT участвовал в разнообразных гоночных мероприятиях, среди которых:
- Сильно модифицированный GT выступал в 2006 и 2007 годах в чемпионате Super GT (Япония) в классе GT300 с мотором объёмом 3,5 литра Ford-Zetec R производства компании Cosworth (двигатель восходит корнями к моторам Формулы-1 середины 1990-х годов).
- Швейцарская команда Matech Concepts выставила три Ford GT в классе GT3 Европейского чемпионата FIA GT3. Matech выиграла командный кубок в чемпионате 2008 года.
- Базирующаяся в Атланте команда Robertson Racing выставила Ford GT-R производства компании Doran Enterprises Американской серии ЛеМан в классе GT (бывший класс GT2). Команда впервые участвовала в 24 часах ЛеМана в 2011 году, завоевав третье место в классе GTE Am.
- Команда Black Swan Racing участвовала при спонсорской поддержке производителя шин Falken на Ford GT-R в классе GT2 Американской серии ЛеМан на протяжении сезона 2008 года.
- Команда Чипа Гэнасси Ford в настоящее время выступает на 4 Ford GT с заводской поддержкой. Две из них в Мировом чемпионате FIA на выносливость в классе LMGTE в классе Pro, а две другие — в Чемпионате спортивных автомобилей WeatherTech в классе GTLM на протяжении 2016—2018 годов.

### Ford GT1
Ford GT1 — гоночная версия Ford GT, разработанная компанией Matech Concepts в соответствии с требованиями FIA. Официальный дебют в гонках совпал с началом Чемпионата FIA GT 2009 года в Сильверстоуне. В Мировом чемпионате FIA GT1 2010 года четыре машины были представлены двумя командами: Matech Competition и Marc VDS Racing Team. Три автомобиля состязались в 2010 году в марафоне 24 часа ЛеМана, две из которых сошли в самом начале (машина под номером 70 команды Marc VDS Racing Team и машина под номером 61 команды Matech Concepts). Третий автомобиль также сошёл с дистанции позднее. В сезоне 2011 года Мирового чемпионата FIA GT1 Matech покинула серию, поэтому команда Marc VDS выступала на четырёх машинах в сезоне, две из которых под именем Marc VDS, а две другие под названием Belgian Racing.

### Ford GT3
Ford GT также был омологирован командой Matech Concepts согласно правилам FIA относительно класса GT3. Ford GT GT3 участвует во множестве чемпионатов, включая Европейский чемпионат FIA GT3, Мировой чемпионат FIA GT1 (2010—2012), Чемпионат на выносливость Blancpain и других. Версия GT3 медленнее, чем GT1 (мощность составляет около 500 л. с. вместо 600 л. с. в GT1) и отличается кузовными панелями.

### Гоночная программа
12 июня 2015 года в ЛеМане было анонсировано возвращение Ford в марафон 24 часа ЛеМана 2016 года четырьмя автомобилями на базе команды Ford Чипа Гэннаси с заводской поддержкой. Ford Чипа Гэнасси был заявлен как в Чемпионате спортивных автомобилей IMSA WeatherTech, так и в Мировом чемпионате на выносливость FIA. Машина дебютировала в 2016 году на гонке 24 часа Дайтоны 30-31 января, финишировав седьмой и девятой в своём классе.
19 июня 2016 года Ford GT под номером 68 команды Чипа Гэнасси финишировал первым в марафоне 24 часа ЛеМана в классе LMGTE Pro. Победа ознаменовала пятидесятилетие с момента победы Ford в марафоне 24 часа ЛеМана 1966 года, где Ford занял первое, второе и третье места с моделью GT40. В 2016 году в марафонах 6 часов Фудзи и 6 часов Шанхая оба форда финишировали первым и вторым, машина под номером 67 дважды победила, а машина под номером 66 дважды приходила второй.
На открытии чемпионата WEC в Сильверстоуне Ford GT под номером 67 одержал победу. Двумя гонками спустя, в 19 июня 2017 года Ford GT команды Чипа Гэнасси пришёл вторым в марафоне 24 часа ЛеМана в классе LMGTE Pro, спустя 50 лет после победы в 1967 году.